# 中国地理标志产品

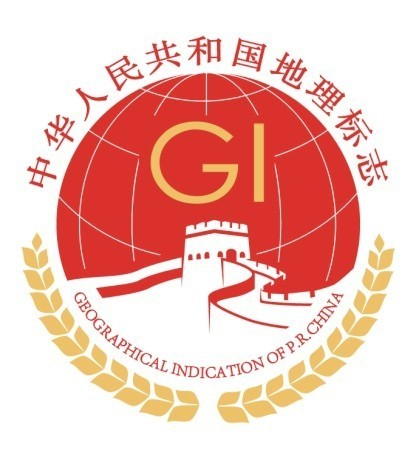
新版本中国地理标志（2019年10月16日启用）

旧版本中国地理标志（2020年12月31日废止）

中国地理标志是中华人民共和国政府为保护源产地优质产品，而向经过有关部门认证的源产地产品颁发的产品地理标志。凡通过中国地理标志认证的产品，均可在其产品表面张贴中国地理标志图样。中国地理标志的认证机构主要是国家质量监督检验检疫总局。中国地理标识产品的保护，源于1999年推出的的原产地域产品保护制度。截至2024年底，中国累计认定地理标志产品2,544个。

## 中国地理标识的认证与管理
中国地理标识的认证、管理等工作，遵循《中华人民共和国产品质量法》、《中华人民共和国标准化法》、《中华人民共和国进出口商品检验法》、《地理标志产品保护规定》、《与贸易有关的知识产权协议》等相关法律法规。
所谓原产地域产品，是指“利用产自特定地域的原材料，按照传统工艺在特定地域内所生产的，质量、特色或者声誉在本质上取决于其原产地域地理特征并依照本规定经审核批准以原产地域进行命名的产品”（《原产地域产品保护规定》第2条）。中国在1990年代引入这项概念，建立起原产地标记制度，不过仅用于单项商品的进出口活动。1999年8月，中国国家质量技术监督局发布《原产地域产品保护规定》，正式将保护措施运用到中国国内的生产和贸易活动中去。2000年1月，政府批准了第一项（也是当年唯一一项）原产地域产品即绍兴酒作为试点。2001年起，这项制度开始全面推行，并成长迅速，在2001年、2002年、2003年和2004年，分别有6项、23项、31项和60项产品成为原产地域产品。
2005年7月起，中国国家质量监督检验检疫总局发布《地理标志产品保护条例》，替代原先的《原产地域产品保护规定》，而之前已批准的原产地域产品也全部自动转成地理标志产品。在这份规定中，明确地理标志产品是指“产自特定地域，所具有的质量、声誉或其他特性本质上取决于该产地的自然因素和人文因素，经审核批准以地理名称进行命名的产品”。整个2005年，中国政府一共批准了67项产品为地理标志产品（原产地域产品）。
地理标志产品由中国国家质量监督检验检疫总局负责审核。其审批过程一般有三道程序。首先由地方质检局等机构提出申请，国家质检总局组织专家委员会初审通过后予以公示。公示期最短为三个月，如果无异议的话，国家质检总局将会正式批准，并确定保护区域。此后，该产品将会制定出强制性国家标准，生产企业按国家标准通过评审后，可获得地理标志产品专用标志的使用权。
地理标志产品制度的实施，主要是为了保护地方特产和农民利益，打击假冒伪劣产品的泛滥。大部分地理标志产品在获得保护后，销量有了显著增长。这方面最著名的一个例子是，绍兴酒在开始实行原产地域产品保护后，日本等国销售的台湾产“绍兴酒”份额从80%下滑到25%左右，真正绍兴产的绍兴酒销量都有大幅增长甚至是成倍增长。地理标志产品制度除了能起到保护作用外，还可以在一定程度上扩大产品的知名度。同时，中国的农产品行业之前大都采用粗放式的作坊生产经营方式，地理标志产品及其强制性国家标准的实行也可以部分起到提升产品质量、淘汰落后生产工艺的作用。
然而，地理标志产品制度的实施中也存在着一些问题。有的产品申报被指有助长垄断之嫌。比如茅台酒的保护范围就被限定在茅台酒厂的厂区内，西峡山茱萸的生产也被宛西制药厂一家所独占。而余姚市在申报余姚杨梅时也遭到相邻的慈溪市的反对，最终慈溪产的杨梅只能以慈溪杨梅的名义独自申报。还有一些产品因为某些商户生产经营活动的不规范而蒙上污点。比如金华火腿、镇江香醋、龙口粉丝、台山蠔等都曾被媒体曝光部分产品存在质量问题。

## 批评
中国目前存在三套地理标志保护制度，即：
- 根据《中华人民共和国农业法》、《中华人民共和国农产品质量安全法》、《农产品地理标志管理办法》由中华人民共和国农业部批准登记的农产品地理标志；
- 根据《中华人民共和国商标法》、《中华人民共和国商标法实施条例》、《集体商标、证明商标注册和管理办法》由国家工商行政管理总局批准作为集体商标、证明商标注册的地理标志；
- 根据《中华人民共和国产品质量法》、《中华人民共和国标准化法》、《中华人民共和国进出口商品检验法》、《地理标志产品保护规定》由国家质量监督检验检疫总局批准实施保护的地理标志产品。

由于各个行政管理部门之间的争权夺利，导致企业往往需重复登记，既浪费国家行政资源，又加重了企业的负担。

## 中国地理标志列表
- 中国农产品地理标志登记列表
- 中国地理标志商标注册列表
- 中国地理标志产品保护列表